# The Bachelorette
The Bachelorette es una serie de telerrealidad estadounidense sobre citas y relaciones amorosas, que debutó el 8 de enero de 2003 por la cadena ABC. El programa es un spin-off de The Bachelor. La primera temporada contó con Trista Rehn, la subcampeona de la primera temporada de The Bachelor, ofreciendo la oportunidad a Rehn de elegir un marido entre 25 solteros. Trista Rehn es conocida como la Madrina del programa. La temporada 2004 de The Bachelorette nuevamente escogió a la subcampeona de la temporada anterior de The Bachelor. Después de su última emisión el 28 de febrero de 2005, la serie regresó a ABC durante la primavera de 2008, luego de una ausencia de tres años, y desde entonces se ha convertido en un elemento básico anual de la programación de verano de la cadena.
En marzo de 2021, el programa anunció que se emitiría dos temporadas por primera vez. La decimoséptima temporada debutó el 7 de junio de 2021, con las ex solteras Kaitlyn Bristowe y Tayshia Adams como presentadoras. La decimoctava temporada se estrenó el 19 de octubre de 2021 con Adams y Bristowe regresando como presentadoras.
En marzo de 2022, se anunció que habría dos despedidas de soltera en una temporada. La temporada 19 se estrenó el 11 de julio de 2022 con Jesse Palmer como presentador. Aunque la temporada 11 presentó dos despedidas de soltera en el primer episodio, y la temporada 16 presentó dos despedidas de soltera consecutivas dentro de una temporada, esta marcó la primera vez que dos mujeres lideran simultáneamente durante toda la temporada.

## Temporadas
| Temporada | Ejecución original                            | Soltera          | Ganador          | Subcampeón        | Propuesta de Matrimonio | ¿Aún siguen juntos? | Notas |
| --------- | --------------------------------------------- | ---------------- | ---------------- | ----------------- | ----------------------- | ------------------- | --- |
| 1         | 8 de enero de 2003-9 de febrero de 2003       | Trista Rehn      | Ryan Sutter      | Charlie Maher     | Sí                      | Sí                  | Rehn y Sutter se casaron el 6 de diciembre de 2003 en la televisión nacional. Todavía están juntos y tienen dos hijos, Maxwell Alston Sutter que nació en julio de 2007 y Blakesley Grace Sutter que nació en abril de 2009. |
| 2         | 14 de enero de 2004-26 de febrero de 2004     | Meredith Philips | Ian McKee        | Matthew Hickl     | Sí                      | No                  | Philips y McKee se comprometieron al final del programa, pero terminaron su relación en febrero de 2005. |
| 3         | 10 de enero de 2005-28 de febrero de 2005     | Jennifer Schefft | Jerry Ferris     | John Paul Merritt | No/Sí                   | No                  | Durante la primera ceremonia de la rosa final en vivo, Jennifer Schefft eligió a Jerry Ferris terminado su relación con John Paul Merritt. Jerry Ferris le propuso matrimonio pero ella rechazó su propuesta. |
| 4         | 19 de mayo de 2008-7 de julio de 2008         | DeAnna Pappas    | Jesse Csincsak   | Jason Mesnick     | Sí                      | No                  | Pappas eligió a Csincsak, y su boda estaba programada para el 9 de mayo de 2009, pero se separaron en noviembre de 2008. |
| 5         | 18 de mayo de 2009-28 de julio de 2009        | Jillian Harris   | Ed Swiderski     | Kiptyn Locke      | Sí                      | No                  | Harris la primera soltera canadiense, eligió a Swiderski en el final, pero en julio de 2010, se anunció que Harris y Swiderski se habían separado. |
| 6         | 24 de mayo de 2010-2 de agosto de 2010        | Ali Fedotowsky   | Roberto Martínez | Chris Lambton     | Sí                      | No                  | Fedotowsky y Martínez se comprometieron en el final de temporada, pero la pareja se separó en noviembre de 2011. |
| 7         | 23 de mayo de 2011-1 de agosto de 2011        | Ashley Hebert    | J.P. Rosenbaum   | Ben Flajnik       | Sí                      | No                  | Hebert y Rosenbaum se casaron el 1 de diciembre de 2012 y su boda se transmitió como un especial de televisión el 16 de diciembre de ese año. La pareja tiene dos hijos, un niño llamado, Fordham Rhys Rosenbaum que nació en 2014 y una niña llamada, Essex Reese Rosenbaum que nació en 2016. El 14 de octubre de 2020 anunciaron que habían decidido separarse definitivamente.     |
| 8         | 14 de mayo de 2012-23 de julio de 2012        | Emily Maynard    | Jef Holm         | Arie Luyendyk Jr. | Sí                      | No                  | Emily Maynard y Jef Holm terminaron su relación en octubre de 2012. |
| 9         | 27 de mayo de 2013-5 de agosto de 2013        | Desiree Hartsock | Chris Siegfried  | Drew Kenney       | Sí                      | Sí                  | Hartsock y Siegfried se casaron el 18 de enero de 2015. Tienen dos hijos juntos, Asher Wrigley Siegfried que nació en 2016 y Zander Cruz Siegfried que nació en 2019. Actualmente viven en Portland, Oregón. |
| 10        | 19 de mayo de 2014-28 de julio de 2014        | Andi Dorfman     | Josh Murray      | Nick Viall        | Sí                      | No                  | Murray le propuso matrimonio a Dorfman en el final de temporada. Sin embargo, los dos anunciaron su ruptura el 8 de enero de 2015. |
| 11        | 18 de mayo de 2015-27 de julio de 2015        | Kaitlyn Bristowe | Shawn Booth      | Nick Viall        | Sí                      | No                  | Kaitlyn Bristowe y su compañera de The Bachelor, Britt Nilsson fueron seleccionadas como candidatas. En el segundo episodio, los hombres eligieron a Kaitlyn Bristowe para ser la despedida de soltera. Kaitlyn Bristowe luego eligió a Shawn Booth en el final. La pareja terminó oficialmente su relación en septiembre de 2018, pero no se hizo pública hasta noviembre de ese año. |
| 12        | 23 de mayo de 2016-1 de agosto de 2016        | Joelle Fletcher  | Jordan Rodgers   | Robby Hayes       | Sí                      | Sí                  | Fletcher y Rodgers se casaron el 14 de mayo de 2022 en Santa Ynez, California. |
| 13        | 22 de mayo de 2017-7 de agosto de 2017        | Rachel Lindsay   | Bryan Abasolo    | Peter Kraus       | Sí                      | Sí                  | Lindsay y Abasolo se casaron el 24 de agosto de 2019. Actualmente viven en Los Ángeles, California. |
| 14        | 28 de mayo de 2018-6 de agosto de 2018        | Becca Kufrin     | Garrett Yrigoyen | Blake Horstman    | Sí                      | No                  | Yrigoyen le propuso matrimonio a Kufrin en el final de temporada. Sin embargo, se separaron en agosto de 2020. |
| 15        | 13 de mayo de 2019-30 de julio de 2019        | Hannah Brown     | Jed Wyatt        | Tyler Cameron     | Sí                      | No                  | En el final de la temporada, se reveló que Brown y Wyatt se separaron en junio de 2019 después de que Brown descubrió que Wyatt tenía novia en el momento de la filmación. Wyatt también admitió que fue al programa para promover su carrera musical. Después del programa, ella se acercó a Tyler Cameron y tuvo una cita, aunque la relación no progresó.                           |
| 16        | 13 de octubre de 2020-22 de diciembre de 2020 | Clare Crawley    | Dale Moss        | —                 | Sí                      | No                  | Moss le propuso matrimonio a Crawley en el cuarto episodio. Anunciaron su ruptura el 19 de enero de 2021. El 28 de mayo de 2021, Moss confirmó que volvían a estar juntos. Se separaron definitivamente en septiembre de 2021. |
| 16        | 13 de octubre de 2020-22 de diciembre de 2020 | Tayshia Adams    | Zac Clark        | Ben Smith         | Sí                      | No                  | Clark le propuso matrimonio a Adams en el final de la temporada. La pareja terminó su compromiso en noviembre de 2021. |
| 17        | 7 de junio de 2021-9 de agosto de 2021        | Katie Thurston   | Blake Moynes     | Justin Glaze      | Sí                      | No                  | Moynes le propuso matrimonio a Thurston en el final de su temporada. Anunciaron mutuamente su separación el 25 de octubre de 2021. Thurston anunció el 23 de noviembre de 2021 que está saliendo con John Hersey, a quien había eliminado previamente durante la segunda semana de su temporada. Ella confirmó su ruptura con Hersey el 20 de junio de 2022.                           |
| 18        | 19 de octubre de 2021-21 de diciembre de 2021 | Michelle Young   | Nayte Olukoya    | Brandon Jones     | Sí                      | No                  | Olukoya le propuso matrimonio a Young en el final de su temporada. Anunciaron su ruptura el 17 de junio de 2022. |
| 19        | 11 de julio de 2022-20 de septiembre de 2022  | Gabby Windey     | Erich Schwer     | —                 | Sí                      | No                  | Schwer le propuso matrimonio a Windey en el final de temporada. La pareja terminó su compromiso el 4 de noviembre de 2022. El 2 de agosto de 2023, Windey salió del armario en el programa The View y anunció su relación con la comediante, Robby Hoffman. |
| 19        | 11 de julio de 2022-20 de septiembre de 2022  | Rachel Recchia   | Tino Franco      | Aven Jones        | Sí                      | No                  | Aunque la temporada terminó con Franco proponiéndole matrimonio a Recchia, se reveló durante el final en vivo que Recchia había terminado su compromiso en agosto de 2022 después de que Franco admitió haberla engañado. Más tarde en la final en vivo, el subcampeón Jones le pidió a Recchia una cita y ella dijo que sí.                                                           |
| 20        | 26 de junio de 2023-21 de agosto de 2023      | Charity Lawson   | Dotun Olubeko    | Joey Graziadei    | Sí                      | Sí                  | Olubeko le propuso matrimonio a Lawson en el final de temporada. Todavía están comprometidos. |